# Glochidion zeylanicum
Glochidion zeylanicum är en emblikaväxtart som först beskrevs av Joseph Gaertner, och fick sitt nu gällande namn av Adrien Henri Laurent de Jussieu. Glochidion zeylanicum ingår i släktet Glochidion och familjen emblikaväxter.

## Underarter
Arten delas in i följande underarter:
- G. z. arborescens
- G. z. arunachalense
- G. z. paucicarpum
- G. z. tomentosum
- G. z. zeylanicum